# Dante Alighieri
Dante Alighieri (ur. w maju lub czerwcu 1265 we Florencji, zm. 13 lub 14 września 1321 w Rawennie) – włoski poeta, filozof i polityk, charakteryzowany przez Friedricha Engelsa jako „ostatni poeta średniowiecza i jednocześnie pierwszy poeta nowych czasów”.
Jego najwybitniejszym dziełem jest poemat Boska komedia, uważany za arcydzieło literatury światowej i szczytowe osiągnięcie literatury średniowiecznej. Utwór jest w całości napisany po włosku.

## Życiorys

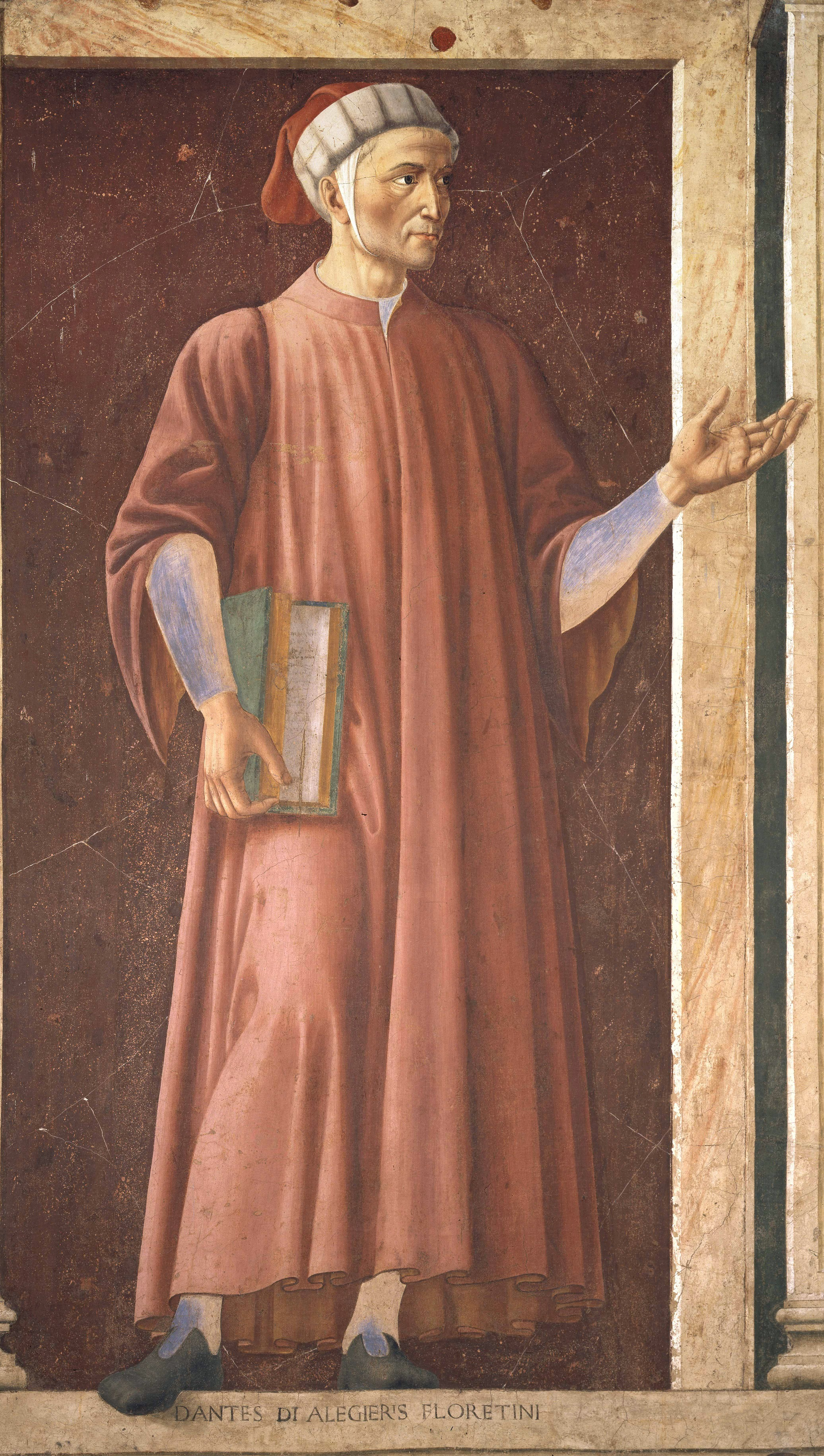
Dante – fresk na drewnie, znajdujący się we florenckiej galerii

Urodził się we Florencji w drobnoszlacheckiej rodzinie. Nazwisko Alighieri pochodzi od gockiego Aldiger, które nosiła jego babka z Ferrary. Ród Dantego należał do partii gwelfów, on sam przystał do Białych – jednej z dwóch frakcji, na jakie dzieliło się stronnictwo. W 1289 roku wziął udział w bitwie pod Campaldino.
Studiował retorykę, gramatykę, filozofię, literaturę oraz teologię. Był członkiem ruchu poetyckiego Dolce stil novo. Znał i przyjaźnił się z wieloma jego członkami, między innymi Guido Cavalcantim, utrzymywał też kontakty z muzykiem Casellą i malarzem Giottem. Około roku 1285 ożenił się z Gemmą di Manetto Donati, z którą miał troje lub czworo dzieci. Wcześniej przeżył nieszczęśliwą miłość. Zakochał się w Beatrycze Portinari, po jej przedwczesnej śmierci w 1290 roku napisał swą pierwszą książkę, zatytułowaną Vita nuova (Życie nowe), w której w postaci zbioru poezji połączonych z pamiętnikiem opisuje dzieje swego uczucia. Książka została ukończona około 1294 roku. Swą ukochaną umieścił w Boskiej komedii – przeprowadza go przez Niebo.
W latach 1295–1300 zaangażował się politycznie, co zostało uwieńczone powołaniem go na urząd priora w roku 1300, wstąpił też do cechu lekarzy i aptekarzy, gdyż było to warunkiem rozpoczęcia kariery politycznej. Brał udział w zabiegach o odnowienie ligi miast gwelfickich, między innymi w poselstwie do papieża, który zatrzymał go jako zakładnika. Uchroniło go to od zemsty Czarnych, którzy zdobyli przewagę nad Białymi we Florencji. Został jednak oskarżony, skazany na grzywnę i dwa lata wygnania. Dante nie zapłacił grzywny, przez co ściągnął na siebie karę dożywotniego wygnania, a w przypadku powrotu – spalenie na stosie. Przez resztę życia błąkał się po różnych dworach Włoch i rozwijał talent pisarski. Nigdy jednak nie powrócił do swojej ojczyzny, choć oferowano mu amnestię. 
Ostatecznie osiadł w Rawennie, gdzie na swym dworze udzielił mu gościny władający wówczas miastem Guido Novello da Polenta. Tu w 1321 r. ukończył pisanie Boskiej komedii. Latem 1321 r. Dante przebywał w Wenecji z misją dyplomatyczną zleconą przez swego patrona. W drodze powrotnej, wiodącej przez podmokłe tereny w rejonie Comacchio, zaraził się malarią. Krótko po powrocie zmarł w Rawennie w nocy z 13 na 14 września. Uroczysty pogrzeb poety odbył się w kościele San Pietro Maggiore (dziś San Francesco), w obecności najwyższych władz miasta.
Dante został pierwotnie pochowany w krużgankach, będących częścią sąsiedniego klasztoru franciszkanów, w celi będącej w posiadaniu rodziny da Polenta. Z czasem cela ze szczątkami Dantego popadła w zaniedbanie. W 1483 r. rządzący miastem z ramienia Wenecji podestà Bernardo Bembo na własny koszt kazał odrestaurować grobowiec poety. Nad sarkofagiem umieszczona została płaskorzeźba, przedstawiająca Dantego zamyślonego przed mównicą, dzieło miejscowego rzeźbiarza, Pietro Lombardo. W międzyczasie doczesne szczątki poety, którego sława przeważyła podziały polityczne, stały się przedmiotem sporów między Rawenną a Florencją. Florentyńczycy twierdzili, że szczątki powinny wrócić do rodzinnego miasta Dantego. W 1396 r. gmina florencka oficjalnie poprosiła Rawennę o ich zwrot, później jeszcze kilkakrotnie (i bezskutecznie) ponawiając prośbę. Mieszkańcy Rawenny byli temu zdecydowanie przeciwni twierdząc, że florentyńczycy nie zasłużyli na relikwie człowieka, którym pogardzali za życia. Aby ocalić szczątki poety przed możliwą kradzieżą przez Florencję franciszkanie usunęli kości z grobowca, ukrywając je w tajnym miejscu. Szczątki zostały odnalezione przypadkiem dopiero w 1865 r. i umieszczone w wybudowanym jeszcze w latach 1780–1781 mauzoleum.

## Boska komedia
Najbardziej znanym utworem Dantego jest Boska komedia, nad którą pracował od 1308 roku aż do śmierci w 1321. Jako pierwszy pisał w dialekcie toskańskim. Dante uważał, że utwory literackie należy pisać w językach narodowych, a łacinę powinno się ograniczyć do rozpraw naukowych.
Jest to wizjonerski poemat o podróży przez Piekło, Czyściec i Raj, zawierający kwintesencję średniowiecznej myśli kulturalnej i filozoficznej. Dzieło to zostało również nasycone licznymi współczesnymi wątkami z życia społecznego i politycznego. Dzieło pierwotnie nosiło tytuł Komedia, którym w średniowieczu określano utwory o szczęśliwym zakończeniu. Dopiero Giovanni Boccaccio dodał do tytułu epitet Boska.
Widoczna jest w Boskiej komedii fascynacja symboliką liczb, przede wszystkim liczbami 3 i 9. Zarówno Piekło, Czyściec, jak i Raj mają po 9 poziomów (3×3). Do Piekła, I części Boskiej komedii, nawiązuje związek frazeologiczny „sceny dantejskie”, oznaczający wydarzenia wstrząsające, straszne, budzące grozę; wyrażenie określa zazwyczaj zachowania się tłumu ogarniętego paniką, rozpaczą, w momencie katastrofy, kataklizmu.

## Twórczość Dantego
Wybrane prace Dantego:
- W języku włoskim:
  - Convivio (Biesiada)
  - Detto d'Amore (Słowa miłosne)
  - Fiore (Kwiat)

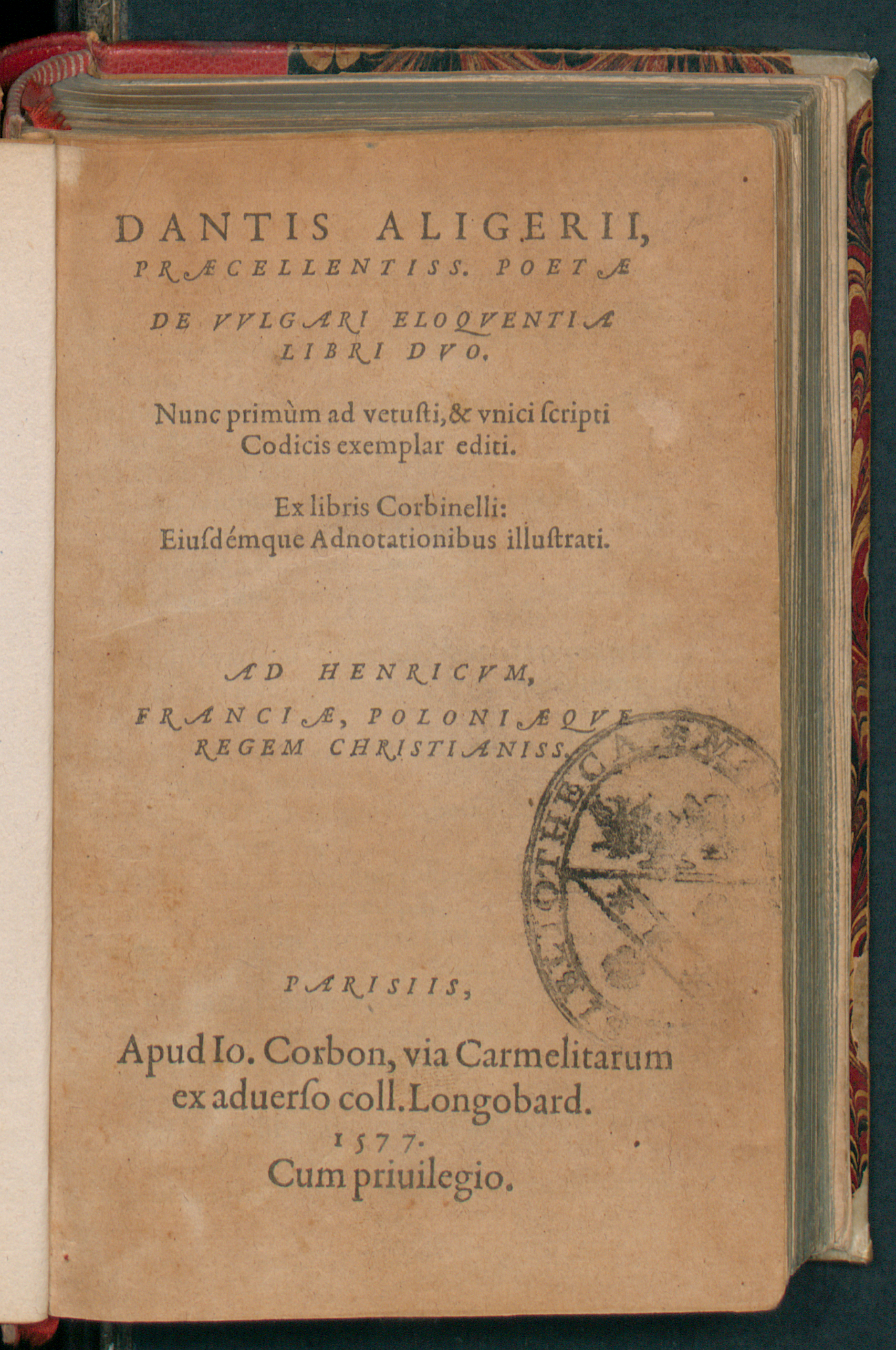
De vulgari eloquentia, 1577

  - La divina commedia (Boska komedia)
  - Rime (Rymy)
  - Vita nuova (Życie nowe)
- Po łacinie:
  - De monarchia (Monarchia)
  - De vulgari eloquentia (O języku pospolitym)
  - Eclogae
  - Epistolae
  - Quaestio de aqua et de terra

## Dante i muzyka
Dante wielokrotnie wypowiadał się o muzyce z wielkim entuzjazmem. Jego poezja inspirowała wielu kompozytorów. W XVI w. do jego poezji komponowano liczne madrygały. W XIX i XX w. jego liryki, a przede wszystkim Boska komedia, zainspirowały kilkadziesiąt utworów w różnych gatunkach, wśród nich Symfonię Dantejską Ferenca Liszta, fantazję symfoniczną Francesca da Rimini Piotra Czajkowskiego, poemat symfoniczny Beatrycze Feliksa Nowowiejskiego, operę Francesca da Rimini Siergieja Rachmaninowa, operę Gianni Schicchi Giacomo Pucciniego. Także w XXI wieku nie ustała fascynacja językiem staro-włoskim, czego przykładem jest francuska piosenkarka Emma Shapplin, której twórczość: płyty Carmine Meo i Etterna, nagrane w języku Dantego, rozeszły się w wielomilionowych nakładach.

## Upamiętnienie w Polsce
Od roku 1973 na terenie obecnej dzielnicy Bielany w Warszawie znajduje się ulica imienia Dantego. W 2012 roku nazwę uzupełniono o nazwisko Alighieri.